# Distretto di Srinagar
Il distretto di Sringar è un distretto del Jammu e Kashmir in India, situato nella Divisione del Jammu. Il suo capoluogo è la città omonima, che è anche capitale estiva del territorio.
In questo distretto si trova il lago Dal, importante destinazione turistica.

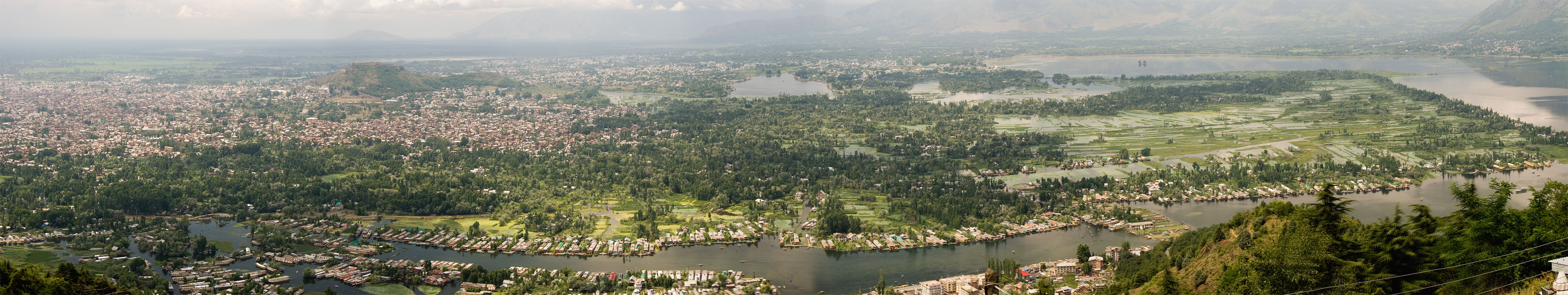
Panorama della città di Srinagar e del lago Dal

## Luoghi di culto
- Santuario di Hazratbal
- Tempio di Shankaracharya, probabilmente il più antico santuario del Kashmir
- Jama Masjid, una delle più antiche moschee del Kashmir